# Cserhalmy József (tanár)
Cserhalmy József (1869-ig Kirchknopf) (Boldogasszony, 1846. június 29. – Debrecen, 1899. február 15.) piarista középiskolai tanár.

## Élete
1870. október 20-án belépett a piarista rendbe; 1870. augusztus 28-án misés-pappá szentelték és előbb a tatai, sátoraljaújhelyi, lévai, 1883 végétől nyitrai és 1887-től budapesti gimnáziumban tanított. 1888-tól a kecskeméti rendi növendékek tartományi felügyelője és a történelemnek rendes tanára volt a 7. és 8. osztályban. Később debreceni házfőnök, tanulmányi ügykezelő, a gimnázium igazgatója, hitelemző, a hittannak és földrajznak tanára.
Történelmi s irodalomtörténeti cikkei: Visszapillantás Tata multjára és a tatai kegyesrendház s gymnasium története (Tatai gymn. Értesítője 1874–76), Európa és Ázsia összehasonlító hegy és vizrajza (S.-A.-Ujhelyi gymn. Értesítője, 1879), Zrinyi Miklós a költő (Lévai gymnasium Értesítője, 1881).
Ajándékozással gyarapította a Nyitrai Piarista Főgimnázium régiséggyűjteményét.